# Lexcycle
Lexcycleは電子書籍読書ソフトウェアを開発していたソフトウェア企業。iPhoneやiPod Touch、Microsoft Windows、Macのプラットフォームで動作するアプリ「Stanza」の担当でもあった。2009年の4月にAmazon.comにより買収された。 2012年にアマゾンは全てのアプリストアからStanzaを撤去した。
同社のスローガンは、Revolutions in Reading(読書革命)。

## 関連リンク
- E-book